# Bomolocha vetustalis
Bomolocha vetustalis là một loài bướm đêm trong họ Noctuidae.